# История на България след 1989
Историята на България след 1989 г. е период от българската история, който обхваща време на политическо, стопанско и обществено преустройство, което е съпроводено и с културни промени. Обхваща основно два периода: преходът към демокрация и пазарно стопанство, и развитието на България като част от ЕС.

## Преход на България към демокрация и пазарно стопанство (1989 – 2006)

### Учредяване на Втората българска република
Седмото велико народно събрание отменя Живковската конституция (1971) на 12 юли 1991 г. и приема нова конституция, с което действие по същество основава втора поред република. Юлската конституция от 1991 г. определя Република България като парламентарна република и единна държава, която не допуска самовластни образувания в своето землище.

## Развитие на България като член на ЕС (2007 – днес)

### Правителство на Николай Денков (2023)
Основна статия: Правителство на Николай Денков